# Crossing the Jordan
Crossing the Jordan ist ein Studioalbum der belarussischen Band Spasenie, das zusammen mit Musikern der Chicagoer Band Crossroads aufgenommen und 2004 veröffentlicht wurde. Es wurde in Brest aufgenommen, die Produzenten der Platte sind Tim Spransy und Daryl Stuermer. Die erste Präsentation der CD in Belarus fand am 29. Juli 2005 in Minsk mit der Unterstützung des Produzenten Tim Spransy und seiner Band Crossroads im Club „Bielaja vieža“ statt.

## Geschichte
Der Titelsong auf der CD ist eine biblische Geschichte.
Das Album „Crossing the Jordan“ ist ein ernstzunehmender Indikator für das professionelle Wachstum unserer Band. Alle Kompositionen wurden beim Erstellen, Aufnehmen und Mischen bis ins kleinste Detail durchdacht und im selben Stil beibehalten,
 sagte der Sänger Igor Mucha dem Portal TUT.BY.
Der CD-Verkauf übertraf alle Erwartungen der Brester Musiker.

## Tracklisting
| Nr. | Titel                        | Autor(en)                                              | Länge |
| --- | ---------------------------- | ------------------------------------------------------ | ----- |
| 1.  | The Word Was Spoken          | Tim Spransy                                            | 4:25  |
| 2.  | Hold On                      | Tim Spransy                                            | 4:48  |
| 3.  | The Garden of the King       | Tim Spransy                                            | 4:14  |
| 4.  | Son of Mercy                 | Tim Spransy, Maura Spransy                             | 4:14  |
| 5.  | Live Wire                    | Tim Spransy, Igor Mucha, Peter Semenuk, Pawel Schelpuk | 4:42  |
| 6.  | Joshua’s Dream               | Tim Spransy, Igor Mucha, Peter Semenuk, Pawel Schelpuk | 4:52  |
| 7.  | New Song                     | Tim Spransy, Maura Spransy                             | 4:31  |
| 8.  | You Are Merciful             | Tim Spransy                                            | 4:17  |
| 9.  | Reign on Me                  | Tim Spransy                                            | 4:48  |
| 10. | Every Day                    | Tim Spransy                                            | 4:53  |
| 11. | I’m Watching the World Go By | Tim Spransy, Maura Spransy                             | 4:25  |
| 12. | Do You Know Why              | Tim Spransy, Maura Spransy                             | 3:37  |
| 13. | Psalm 141                    | Tim Spransy                                            | 5:06  |

## Rezeption
Tatjana Zamirovskaja von der Wochenzeitung BelGaseta bemerkte auf ihren Seiten, dass das Album mit Sting, Phil Collins und Mark Knopfler assoziiert ist und die Kompositionen darauf „raffinierter und melancholischer Jazzrock mit Folk-Elementen“ sind.
WASP von der Musikzeitung Musykalnaja gaseta hörte auf der CD Soft Pop Rock, der harmonischer als der von der Band Novi Ierusalim ist, und lobte die Arbeit des Produzenten Tim Spransy, während Songs von der CD die Kritiker an die Werke von Sting und Phil Collins erinnerten.